# Mariana Popowa

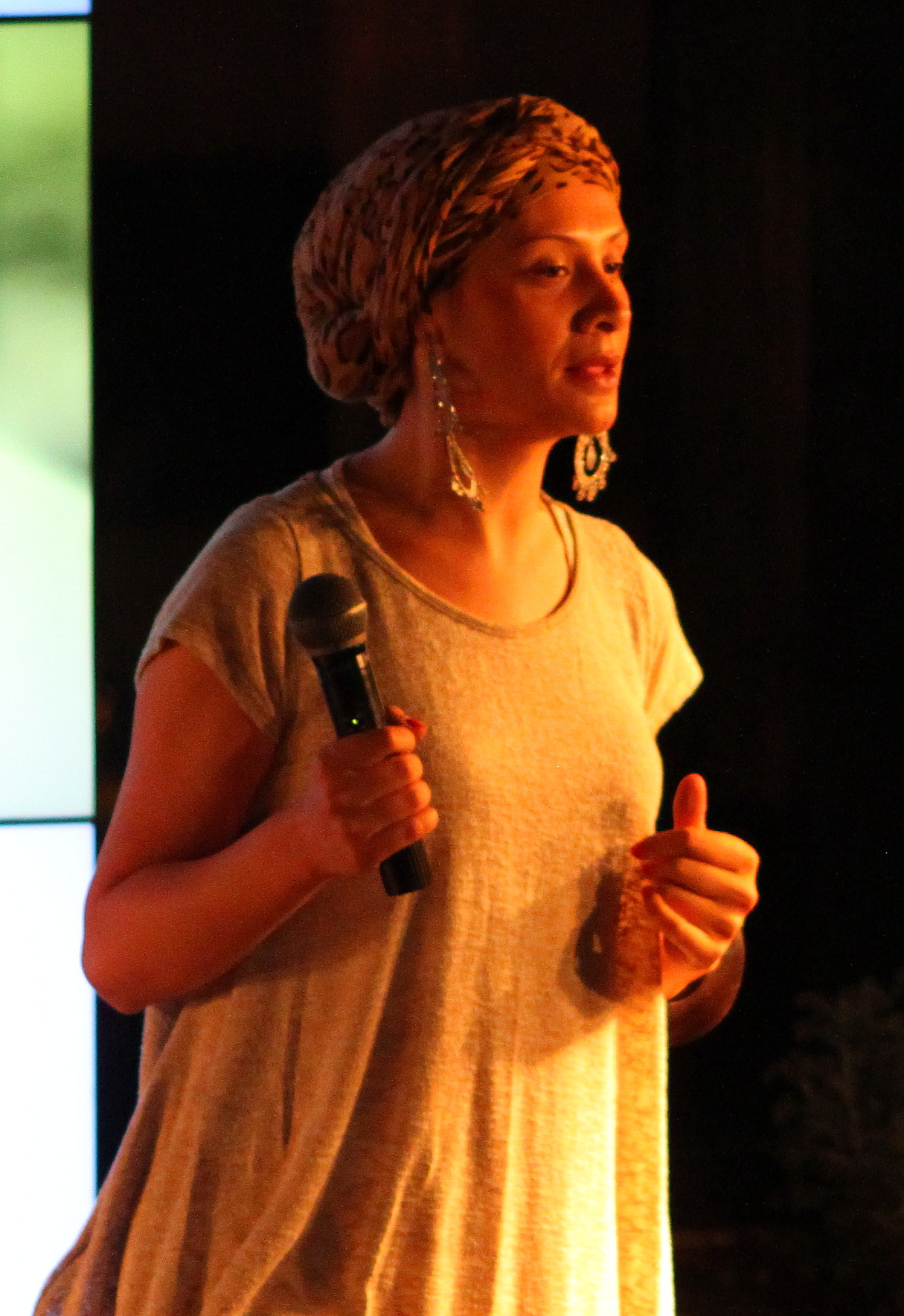
Mariana Popowa (2012)

Mariana Popowa (bulgarisch Мариана Николова Попова; * 6. Juni 1978 in Sofia) ist eine bulgarische Sängerin.

## Leben und Wirken
Sie nahm für Bulgarien mit dem Titel Let Me Cry am Eurovision Song Contest 2006 teil, nachdem sie den nationalen Vorentscheid mit 24 Prozent der Zuschauerstimmen gewonnen hatte. Als 17. des Halbfinales konnte sie sich jedoch nicht für das Finale qualifizieren.
Bereits ein Jahr zuvor hatte sie sich zusammen mit Wasil Naidenow sowie Roberta und Orlin Goranow als bulgarische Eurovision-Song-Contest-Teilnehmerin beworben. Sie belegten aber in der nationalen Vorentscheidung lediglich den fünften Platz.